# Der Samaritaner
Der Samaritaner (Le Samaritain) ist eine zwischen 2004 und 2009 erschienene frankobelgische Comicserie.

## Handlung
Shimon von Samarien ist Mitglied des Hohen Rates von Jerusalem. Zu seiner Richteraufgabe gehört auch das Aufklären von Verbrechen. Da er als Jude in Rom erzogen wurde, kennt er beide Lebensweisen. Er und sein jugendlicher Gehilfe Reuben geraten während ihrer Nachforschungen mehrmals zwischen die Fronten der jüdischen Bevölkerung und der römischen Besatzungsmacht.

## Hintergrund
Fred Le Berre schrieb die Krimiserie, die um das Jahr 20 im antiken Judäa spielt. Die Zeichnungen stammten von Michel Rouge. Eine Kurzgeschichte erschien 2004 in Métal Hurlant. Mit Ausnahme der zweiten Geschichte, die 2004 teilweise in BoDoï vorveröffentlicht wurde, erschien die Serie direkt bei Les Humanoïdes Associés in Albenform. Im deutschen Sprachraum kam zunächst eine Episode im neuen Zack zum Abdruck, bevor die Alben veröffentlicht wurden.

## Geschichten
- La tête volée (2004, 8 Seiten)
- Du sollst nicht töten (Tu ne tueras point, 2005, 46 Seiten)
- Du sollst nicht begehren deines Nächsten Hab und Gut (Les châtiments de la mer Morte, 2006, 46 Seiten)
- Bethsabee von Jerusalem (Bethsabée de Jérusalem, 2009, 54 Seiten)